# دوسکو پاواسویچ
دوسکو پاواسویچ (انگلیسی: Duško Pavasovič؛ زادهٔ ۱۵ اکتبر ۱۹۷۶) شطرنج‌باز و استادبزرگ شطرنج اهل اسلوونی است.
او در اسپلیت کرواسی به دنیا آمد اما بعداً شهروندی اسلوونی را دریافت کرد. در سال ۱۹۹۹ مقام استادبزرگ شطرنج را به‌طور رسمی از سوی فیده دریافت کرد. در آوریل ۲۰۰۷ ریتینگ ۲۵۶۷ را به دست آورد و این ریتینگ او را به دومین بازیکن برتر اسلوونی تبدیل کرد.